# 王子健
王子健（1924年—2016年6月22日），男，直隶（今河北）安国人，中华人民共和国军事人物，曾任兰州军区副政治委员，第五届全国人大代表。